# Джебил (национальный парк)
Джебил — национальный парк в Тунисе, расположенный в пустыне Сахара. Территория парка занимает 150 000 гектаров, что делает его крупнейшим парком страны. Несмотря на большой размер, он является относительно новым, так как был объявлен национальным парком в 1994 году.

## Описание
Национальный парк Джебил расположен в 80 км к югу от города Дуз. Для туристов, часто посещающих парк, расположены охраняемые убежища. Здесь проводятся археологические исследования, так как на этом месте находится ряд доисторических артефактов.
Парк охватывает почти весь Большой Восточный Эрг в пределах Туниса. В западной части находятся «гигантские валуны», образовавшиеся в результате выветривания плутонических пород.

## Флора и Фауна
В парке обитает множество диких животных, в том числе фенек лисица, рогатая гадюка, кобра , шакал, гривистый баран, газель, заяц.
Змеи и другие рептилии живут под камнями и в песчаных низинах. К птицам, населяющим этот район, относятся жаворонок, ворон и дрофа.
В парке растут пустынные кустарники, такие как каллигон, а также цветущее растение маргаритка.

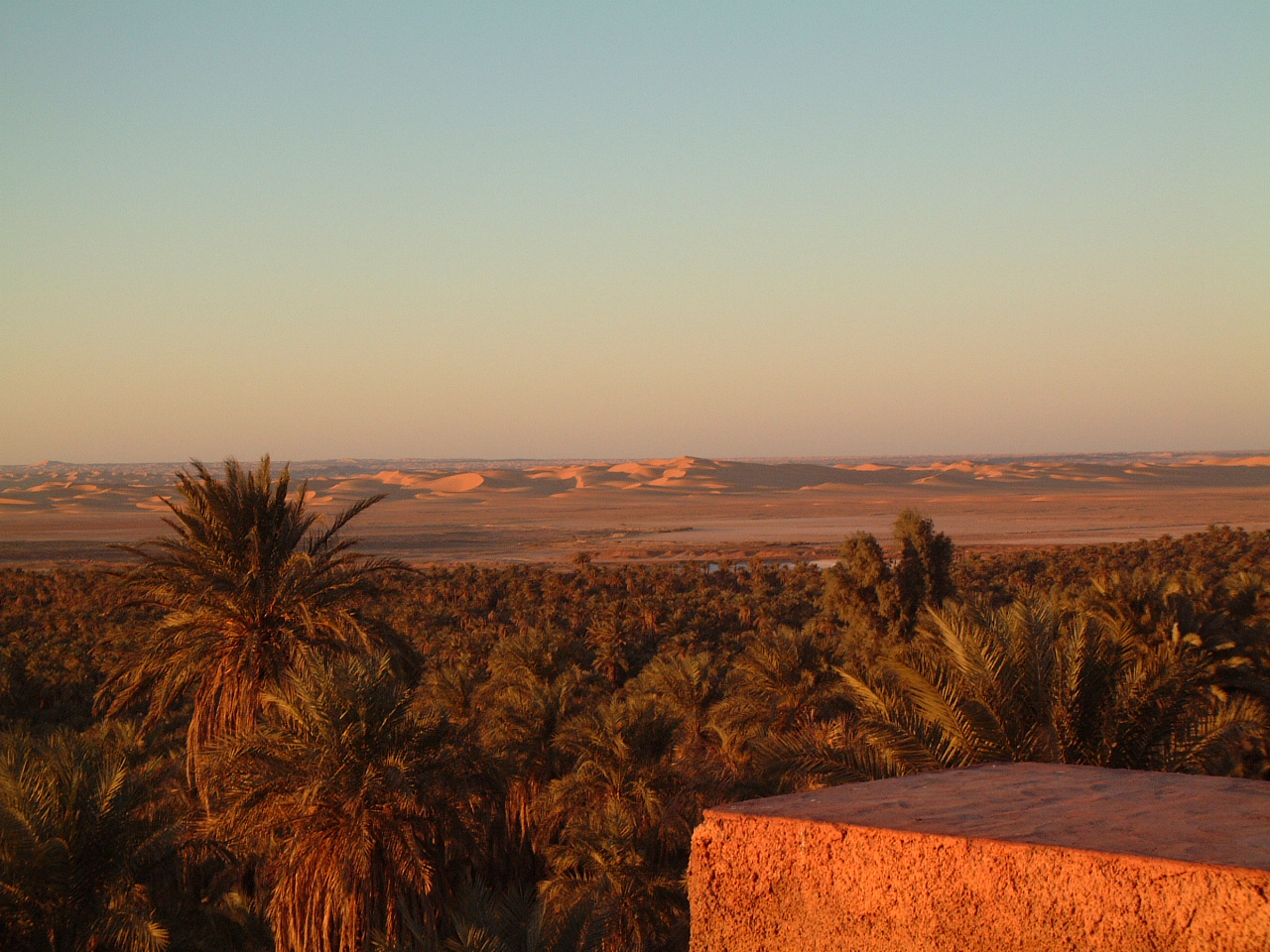
Алжирская сторона великого Восточного Эрга
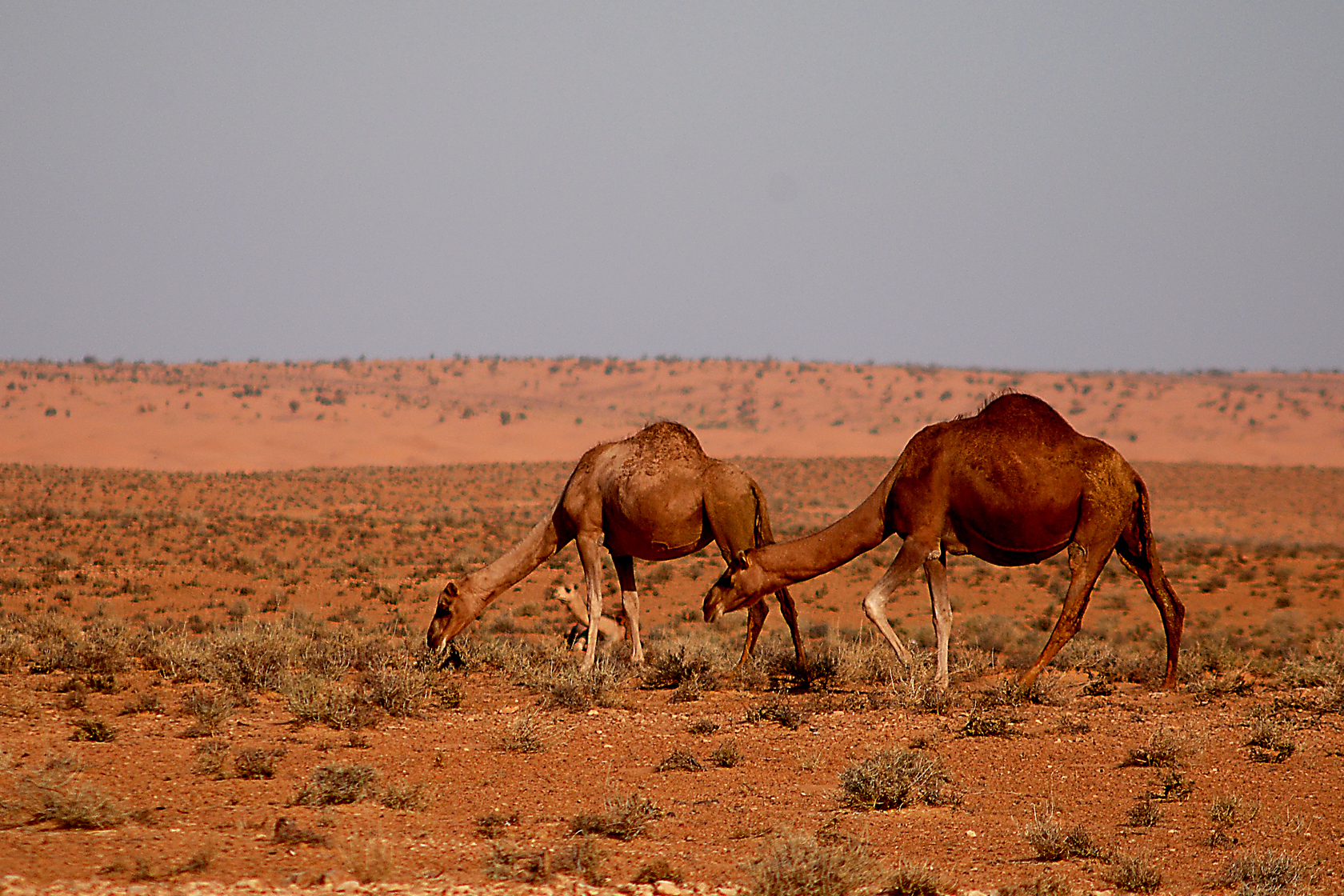
Пустыня Сахара, Тунис